# La Serrada (Ávila)
La Serrada ist ein Ort und eine zentralspanische Gemeinde (municipio) mit 135 Einwohnern (Stand: 2024) in der Provinz Ávila in der Autonomen Region Kastilien-León. 

## Lage
La Serrada befindet sich in den nördlichen Ausläufern der Sierra de Gredos gut sieben Kilometer westsüdwestlich von Ávila in einer Höhe von 1105 m. Das Klima im Winter ist kühl, im Sommer dagegen trotz der Höhenlage durchaus warm; der Regen (ca. 532 mm/Jahr) fällt – mit Ausnahme der nahezu regenlosen Sommermonate – verteilt übers ganze Jahr.

## Bevölkerungsentwicklung
| Jahr      | 1970 | 1981 | 1991 | 2001 | 2011 | 2021 |
| Einwohner | 246  | 202  | 159  | 150  | 114  | 132  |

## Sehenswürdigkeiten

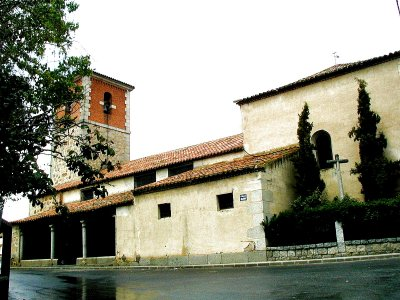
Peterskirche

- Peterskirche